# Sempach
Sempach é uma comuna da Suíça, no Cantão Lucerna, com cerca de 3694 habitantes. Estende-se por uma área de 11,68 km², de densidade populacional de 316 hab/km². Confina com as seguintes comunas: Eich, Hildisrieden, Neudorf, Neuenkirch, Nottwil.
A língua oficial nesta comuna é o Alemão.